# Ива шелковистая
И́ва шелкови́стая (лат. Salix pantosericea) — вид цветковых растений из рода Ива (Salix) семейства Ивовые (Salicaceae).

## Распространение и экология
В природе ареал вида охватывает Грузию и Северный Кавказ. Эндемик.
Произрастает в альпийском поясе, на моренных россыпях, в истоках горных рек.

## Ботаническое описание
Высокогорный кустарник. Молодые побеги желтоватые, рассеянно- и слабо-опушенные; старые ветви тёмно-красно-бурые, голые.
Почки мелкие, длиной 2,5 мм, шириной 2—3 мм, яйцевидные, тупые, жёлто-бурые или тёмно-бурые, блестящие и голые или волосистые и тусклые. Прилистники очень мелкие, ланцетные или яйцевидные, плёнчато-чешуйчатые, опадающие; Листья длиной 4,5—9 см, шириной 2,5—2,8 см, узко-эллиптические или удлинённо-обратно-ланцетные и обратнояйцевидные, снизу атласно-блестящие или слабо-шелковистые, серо-зелёные, сверху тускло-зелёные, с рассеянным опушением или густо-серебристо-волосистые, с несколько завороченным краем; черешки волосистые или почти голые, бурые, длиной 4—8 мм.
Серёжки боковые, женские длиной около 5 см, шириной 1,4 см. Прицветные чешуи длиной 2,5 см, шириной 1,2 мм, яйцевидные или язычковидные, туповатые, рыжие или тёмно-бурые, почти чёрные. Завязь длиной около 5 мм, рыже-войлочная, с голым столбиком длиной 1—2 мм и цельными или двураздельными, линейными рыльцами длиной около 1 мм. Нектарник одиночный, задний, длиной около 0.7 мм.
Плод — коробочка длиной 7—8 мм.

## Таксономия
Вид Ива шелковистая входит в род Ива (Salix) семейства Ивовые (Salicaceae) порядка Мальпигиецветные (Malpighiales).
|  |                                      |  |                                                             |                                                             |                  |  | ещё 36 семейств (согласно Системе APG II) | ещё 36 семейств (согласно Системе APG II) |                     |  |  |  | ещё более 500 видов |
|  |                                      |  |                                                             |                                                             |                  |  | ещё 36 семейств (согласно Системе APG II) | ещё 36 семейств (согласно Системе APG II) |                     |  |  |  | ещё более 500 видов |
|  |                                      |  |                                                             | порядок Мальпигиецветные                                    |                  |  |                                           |                                           | род Ива             |  |  |  |                     |
|  |                                      |  |                                                             | порядок Мальпигиецветные                                    |                  |  |                                           |                                           | род Ива             |  |  |  |                     |
|  | отдел Цветковые, или Покрытосеменные |  |                                                             |                                                             | семейство Ивовые |  |                                           |                                           | вид Ива шелковистая |  |  |  |                     |
|  | отдел Цветковые, или Покрытосеменные |  |                                                             |                                                             | семейство Ивовые |  |                                           |                                           |                     |  |  |  |                     |
|  |                                      |  | ещё 44 порядка цветковых растений (согласно Системе APG II) | ещё 44 порядка цветковых растений (согласно Системе APG II) |                  |  |                                           | ещё около 57 родов                        | ещё около 57 родов  |  |  |  |                     |
|  |                                      |  |                                                             | ещё 44 порядка цветковых растений (согласно Системе APG II) |                  |  |                                           |                                           | ещё около 57 родов  |  |  |  |                     |